# (10060) Amymilne
(10060) Amymilne est un astéroïde de la ceinture principale.

## Description
(10060) Amymilne est un astéroïde de la ceinture principale. Il fut découvert le 12 avril 1988 à l'Observatoire Palomar par Carolyn S. Shoemaker et Eugene M. Shoemaker. Il présente une orbite caractérisée par un demi-grand axe de 2,45 UA, une excentricité de 0,19 et une inclinaison de 15,2° par rapport à l'écliptique.

## Compléments